# Од милион један
Од милион један је двадесет први албум Драгане Мирковић, издат 25. јануара 2017. године у издању Сити рекордс-а.

## О албуму
Као увод у нови албум Од милион један, Драгана 28. јуна 2016. године избацује два сингла „Зашто ме тражиш” и „Лепи мој” који у старту обарају све рекорде. Спотови су ексклузивно били приказани на РТВ Пинк-у у финалној емисији Пинкове звезде. 
Због ангажовања као члан жирија у најгледанијем музичком такмичењу Пинкове звезде албум је каснио пар месеци. 
3. јануара 2017. године у емисији Амиџи шоу Драгана заједно са својим сарадницима представља део албума Од милион један. Песме које је представила биле су: „Само ми је добро”, „Загрли опет”, „Требаш ми ти”, „Јесен”, „Крш и лом”,„Он и она”, као и насловну нумеру по којој албум носи назив „Од милион један”. Остатак албума представљен је када је албум изашао у продаји 25. јануара 2017. године. 
На овом албуму ангажован је нови број сарадника као што је хит-мејкер Дамир Хандановић који ради аранжман за песму „Само ми је добро”, затим Бане Опачић који ради текст и музику за исту, као и текст и музику за насловну нумеру „Од милион један”, док је аранжман за њу одрадио Алек Алексов. Драгана на овом албуму обнавља сарадњу са изванредном Биљаном Спасић која ради текстове за следеће нумере: „Требаш ми ти”, „Јесен” и „На тебе мислићу”, док аранжмане за ове три нумере ради Хусеин Алијевић. Као један од нових сарадника ту је и Милан Милетић који ради текстове за нумере „Он и она” и „Лепи мој”. Затим Сашка Јанковић која ради текстове за нумере  „Идемо јако” и „Насмејана жена”. Од старијих сарадника на албуму били су ангажовани: непревазиђена Весна Петковић, затим  Александар Кобац, Марко Кон, Горан Ратковић Рале, Дарко Де Жан, Марко Николић, Игор Пештерац, као и Мирољуб Брзаковић Брзи. 
Албум садржи укупно 15 нумера са којег је пре самог изласка снимљено пет високобуџетних спотова и то за песме: „Од милион један” (спот је екранизован у Венецији), „Он и она”, „Загрли опет”, „Зашто ме тражиш” и „Лепи мој”,  а током 2017. године снимљена су још два спота за песме: „Само ми је добро” (део спота је рађен на највишој планини Европе - Алпи, а други део спота у Шимановцима са учесницима такмичења „Пинкових звезда”) и „Идемо јако” (спот је сниман на три локације и то, Италија-Швајцарска-Србија). Сви спотови снимани су у ДМ САТ видео продукцији. 
Албум је за кратко време оборио све рекорде по прегледима на YouTube што говори о томе да неке песме имају и преко 20 милиона прегледа. 
Као најслушаније нашле су се следеће песме: „Зашто ме тражиш”, „Лепи мој”, „Он и она”, „Загрли опет”, „Од милион један” „Идемо јако”, „Крш и лом”, „Само ми је добро”, „Требаш ми ти”, „Јесен”, „Ти у мени имаш пријатеља”, „На тебе мислићу”.

## Списак песама
На албуму се налазе следеће песме:
| Бр. | Назив                    | Текст                         | Музика                        | Аранжман                            | Трајање |
| --- | ------------------------ | ----------------------------- | ----------------------------- | ----------------------------------- | ------- |
| 1.  | Од милион један          | Бане Опачић                   | Бане Опачић                   | Алек Алексов                        | 4:20    |
| 2.  | Он и она                 | Милан Милетић                 | Милан Милетић                 | Александар Крсмановић               | 3:39    |
| 3.  | Загрли опет              | Весна Петковић                | Александар Кобац              | Александар Кобац                    | 3:31    |
| 4.  | Крш и лом                | Весна Петковић                | Александар Кобац              | Александар Кобац                    | 3:25    |
| 5.  | Требаш ми ти             | Биљана Спасић                 | Хусеин Алијевић               | Хусеин Алијевић, Милан Димитријевић | 3:50    |
| 6.  | Само ми је добро         | Бане Опачић                   | Бане Опачић                   | Дамир Хандановић                    | 3:09    |
| 7.  | Зашто ме тражиш          | Дарко Де Жан                  | Дарко Де Жан                  | Дарко Де Жан                        | 3:46    |
| 8.  | Лепи мој                 | Милан Милетић                 | Милан Милетић                 | Александар Кобац                    | 3:33    |
| 9.  | Зоро                     | Георг Жан Голл                | Георг Жан Голл                | Саша Граховац, Горан Ратковић Рале  | 3:35    |
| 10. | Идемо јако               | Сашка Јанковић, Марко Николић | Сашка Јанковић, Марко Николић | Игор Пештерац                       | 3:56    |
| 11. | Ти у мени имаш пријатеља | Весна Петковић                | Мирољуб Брзаковић Брзи        | Саша Граховац, Горан Ратковић Рале  | 3:14    |
| 12. | Јесен                    | Биљана Спасић                 | Хусеин Алијевић               | Хусеин Алијевић, Марко Ј. Кон       | 3:51    |
| 13. | На тебе мислићу          | Биљана Спасић                 | Хусеин Алијевић               | Хусеин Алијевић                     | 3:35    |
| 14. | Нисмо успели ми          | Марко Николић                 | Марко Николић                 | Игор Пештерац                       | 3:37    |
| 15. | Насмејана жена           | Сашка Јанковић                | Горан Ратковић Рале           | Горан Ратковић Рале                 | 3:27    |